# William Waightstill Avery

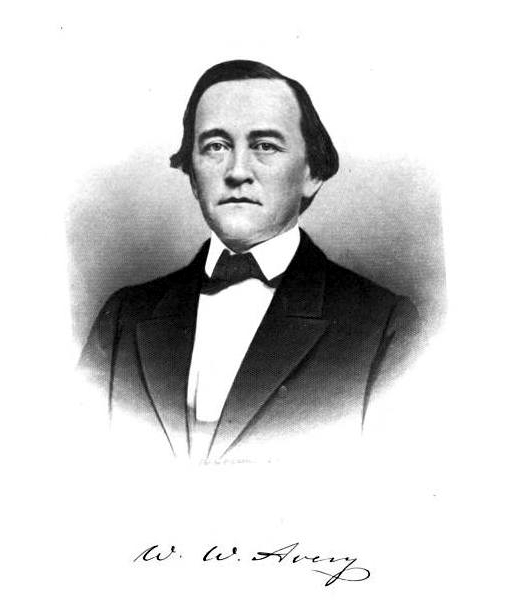
William Waightstill Avery (1908)

William Waightstill Avery (* 25. Mai 1816 in Burke County, North Carolina; † 3. Juli 1864 in Morganton, North Carolina) war ein US-amerikanischer Politiker (Demokratische Partei) und Rechtsanwalt aus dem US-Bundesstaat North Carolina.
Avery diente zuerst im Repräsentantenhaus und später im Senat von North Carolina, von dem er 1856 zum Speaker gewählt wurde. Zwei Jahre später, 1858, kandidierte er um einen Sitz im US-Kongress, jedoch führte eine Spaltung unter den Demokraten zum Sieg von Zebulon B. Vance.
Nach der Sezession seines Heimatstaates 1861 von den Vereinigten Staaten, vertrat er diesen als Delegierter im Provisorischen Konföderiertenkongress. Anschließend kehrte er nach Burke County zurück, um dort ein Regiment für die Konföderiertenarmee aufzustellen. Er starb 1864 nach einem Gefecht mit einem Teil der Army of the Tennessee an seinen Wunden.

## Familie
William hatte einen Bruder mit dem Namen Isaac (1828–1863), der ein Plantagenbesitzer und Offizier in der Konföderiertenarmee war. Sie waren die Söhne von Isaac Thomas Avery und Harriet Eloise Erwin sowie die Enkel von Waightstill Avery (1741–1821), einen Rechtsanwalt und Soldaten, der 1788 ein Duell mit dem zukünftigen US-Präsidenten Andrew Jackson hatte. William heiratete 1846 Mary Corinna Morehead, Tochter von Gouverneur John Motley Morehead.